# Afon Vyrnwy
Afon Vyrnwy är ett vattendrag i Storbritannien.   Det ligger i riksdelen England, i den södra delen av landet, 240 km nordväst om huvudstaden London.